# Jolien Knollema
Jolien Knollema (Groninga, 5 gennaio 2003) è una pallavolista olandese, schiacciatrice del Firenze.

## Palmarès

### Club
- Campionato tedesco: 1

2023-24
- Coppa di Germania: 1

2023-24
- Supercoppa tedesca: 2

2023, 2024

### Premi individuali
- 2021 - Campionato mondiale under 20: Miglior schiacciatrice